# Hanns-Martin-Schleyer-Halle

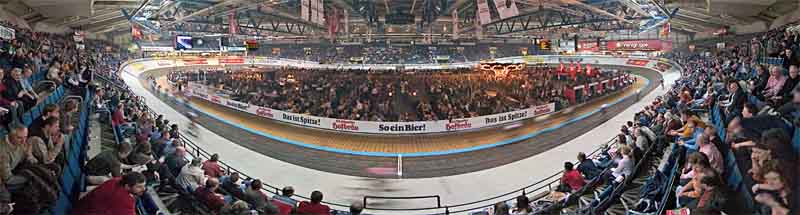
Stuttgarts sexdagarslopp 2006 i Schleyerhalle.

Hanns-Martin-Schleyer-Halle eller Schleyerhalle, är en sport- och evenemangshall i Stuttgart. Här spelades matcher vid Europamästerskapet i basket för herrar 1985.
Arenan bär namnet till minne av Hanns-Martin Schleyer, som då han blev mördad 1977 var ordförande i västtyska arbetsgivarföreningen.
I arenan finns en velodrom med banlängden 285,714 m som användes vid Världsmästerskapen i bancykling 1991 och 2003.

### Fotnoter
1. ↑  ”Partidos Históricos: España - Checoslovaquia, semifinal del Eurobasket'85”. Arkiverad från originalet den 22 januari 2014. https://web.archive.org/web/20140122224233/http://acb.com/redaccion.php?id=26815. Läst 26 juni 2013.
2. ↑  2000/7 ≈ 285,714.